# Taluca
Taluca (taluka ou taluk), também grafado como Tesil (Tehsil), Tasil (Tahsil) e Taasil (tahasil), é uma divisão administrativa de alguns países do subcontinente indiano. A grafia tesil vem sendo preferida no Paquistão e em alguns estados da Índia como Utar Pradexe, Utaranchal, Himachal Pradexe e Mádia Pradexe, e taluca em outros estados como Maarastra, Querala, Tamil Nadu e Carnataca.
Geralmente, uma taluca consiste de uma cidade que serve como sua sede, possíveis cidades adicionais e alguns povoados. Como uma entidade de administração local, ele exerce certo poder fiscal e administrativo sobre os povoados e cidades dentro de sua jurisdição. 